# Vuelta a España 2002
La Vuelta a España 2002, cinquantasettesima edizione della corsa, si svolse in ventuno tappe dal 7 al 29 settembre 2002, per un percorso totale di 3 128,6 km. Fu vinta dallo spagnolo Aitor González che terminò la gara in 75h13'52".

## Tappe
| Tappa  | Data         | Percorso                                          | km      | Vincitore di tappa  | Leader cl. generale |
| ------ | ------------ | ------------------------------------------------- | ------- | ------------------- | ------------------- |
| 1ª     | 7 settembre  | Valencia (cron. a squadre)                        | 24,5    | ONCE-Eroski         | Joseba Beloki       |
| 2ª     | 8 settembre  | Valencia > Alcoy                                  | 144,7   | Danilo Di Luca      | Joseba Beloki       |
| 3ª     | 9 settembre  | San Vicente del Raspeig > Murcia                  | 134,2   | Mario Cipollini     | Joseba Beloki       |
| 4ª     | 10 settembre | Águilas > Roquetas de Mar                         | 149,5   | Mario Cipollini     | Joseba Beloki       |
| 5ª     | 11 settembre | El Ejido > Sierra Nevada                          | 198     | Guido Trentin       | Mikel Zarrabeitia   |
| 6ª     | 12 settembre | Granada > Sierra de la Pandera                    | 153,1   | Roberto Heras       | Óscar Sevilla       |
| 7ª     | 13 settembre | Jaén > Malaga                                     | 196,8   | Mario Cipollini     | Óscar Sevilla       |
| 8ª     | 14 settembre | Malaga > Ubrique                                  | 173,6   | Aitor González      | Óscar Sevilla       |
| 9ª     | 15 settembre | Cordova > Cordova                                 | 130,2   | Pablo Lastras       | Óscar Sevilla       |
| 10ª    | 16 settembre | Cordova > Cordova (cron. individuale)             | 36,5    | Aitor González      | Óscar Sevilla       |
|        | 17 settembre | giorno di riposo                                  |         |                     |                     |
| 11ª    | 18 settembre | Alcobendas > Collado Villalba                     | 166,1   | Pablo Lastras       | Óscar Sevilla       |
| 12ª    | 19 settembre | Segovia > Burgos                                  | 210,5   | Alessandro Petacchi | Óscar Sevilla       |
| 13ª    | 20 settembre | Burgos > Santander                                | 189,8   | Giovanni Lombardi   | Óscar Sevilla       |
| 14ª    | 21 settembre | Santander > Gijón                                 | 190,2   | Sergej Smetanin     | Óscar Sevilla       |
| 15ª    | 22 settembre | Gijón > Alto l'Angliru                            | 176,7   | Roberto Heras       | Roberto Heras       |
| 16ª    | 23 settembre | Avilés > León                                     | 154,7   | Santiago Botero     | Roberto Heras       |
| 17ª    | 24 settembre | Benavente > Salamanca                             | 145,6   | Angelo Furlan       | Roberto Heras       |
| 18ª    | 25 settembre | Salamanca > Estación de La Covatilla              | 193,7   | Santiago Blanco     | Roberto Heras       |
| 19ª    | 26 settembre | Béjar > Avila                                     | 177,8   | José Vicente García | Roberto Heras       |
| 20ª    | 27 settembre | Avila > Parque Warner Madrid                      | 141,2   | Angelo Furlan       | Roberto Heras       |
| 21ª    | 28 settembre | Parque Warner Madrid > Madrid (cron. individuale) | 41,2    | Aitor González      | Aitor González      |
| Totale | Totale       | Totale                                            | 3 128,6 |                     |                     |

## Squadre e corridori partecipanti
Le 23 squadre partecipanti alla gara furono:
| N.      | Cod. | Squadra                      |
| ------- | ---- | ---------------------------- |
| 1-9     | COA  | Team Coast                   |
| 11-19   | ACQ  | Acqua & Sapone-Cantina Tollo |
| 21-29   | A2R  | AG2R Prévoyance              |
| 31-39   | ALS  | Alessio                      |
| 41-49   | BIG  | Big Mat-Auber 93             |
| 51-59   | COF  | Cofidis                      |
| 61-69   | DFF  | Domo-Farm Frites             |
| 71-79   | EUS  | Euskaltel-Euskadi            |
| 81-89   | FAS  | Fassa Bortolo                |
| 91-99   | BAN  | iBanesto.com                 |
| 101-109 | INA  | Index-Alexia                 |
| 111-119 | JAZ  | Jazztel-Costa de Almeria     |

| N.      | Cod. | Squadra                |
| ------- | ---- | ---------------------- |
| 121-129 | KEL  | Kelme-Costa Blanca     |
| 131-139 | LAM  | Lampre-Daikin          |
| 141-149 | MAP  | Mapei-Quick Step       |
| 151-159 | MIL  | Milaneza-MSS           |
| 161-169 | ONC  | ONCE-Eroski            |
| 171-179 | PHO  | Phonak Hearing Systems |
| 181-189 | REL  | Relax-Fuenlabrada      |
| 191-199 | SAE  | Saeco-Longoni Sport    |
| 201-209 | TAC  | Tacconi Sport-Emmegi   |
| 211-219 | TEL  | Team Deutsche Telekom  |
| 221-229 | USP  | US Postal Service      |

## Dettagli delle tappe

### 1ª tappa
- 7 settembre: Valencia – cronometro a squadre – 24,6 km

Risultati
| Pos. | Squadra            | Tempo  |
| ---- | ------------------ | ------ |
| 1    | ONCE-Eroski        | 26'21" |
| 2    | US Postal Service  | a 14"  |
| 3    | Kelme-Costa Blanca | a 15"  |

| Pos. | Corridore     | Squadra     | Tempo  |
| ---- | ------------- | ----------- | ------ |
| 1    | Joseba Beloki | ONCE-Eroski | 26'21" |
| 2    | Igor González | ONCE-Eroski | s.t.   |
| 3    | José Azevedo  | ONCE-Eroski | s.t.   |

### 2ª tappa
- 8 settembre: Valencia > Alcoy – 144,7 km

Risultati
| Pos. | Corridore       | Squadra      | Tempo    |
| ---- | --------------- | ------------ | -------- |
| 1    | Danilo Di Luca  | Saeco        | 3h59'35" |
| 2    | Erik Zabel      | Team Telekom | s.t.     |
| 3    | Oscar Camenzind | Phonak       | s.t.     |

| Pos. | Corridore     | Squadra     | Tempo    |
| ---- | ------------- | ----------- | -------- |
| 1    | Joseba Beloki | ONCE-Eroski | 4h25'56" |
| 2    | Igor González | ONCE-Eroski | s.t.     |
| 3    | José Azevedo  | ONCE-Eroski | s.t.     |

### 3ª tappa
- 9 settembre: San Vicente del Raspeig > Murcia – 134,2 km

Risultati
| Pos. | Corridore           | Squadra       | Tempo    |
| ---- | ------------------- | ------------- | -------- |
| 1    | Mario Cipollini     | Acqua & Sap.  | 3h07'37" |
| 2    | Alessandro Petacchi | Fassa Bortolo | s.t.     |
| 3    | Erik Zabel          | Team Telekom  | s.t.     |

| Pos. | Corridore         | Squadra     | Tempo    |
| ---- | ----------------- | ----------- | -------- |
| 1    | Joseba Beloki     | ONCE-Eroski | 7h33'39" |
| 2    | Mikel Zarrabeitia | ONCE-Eroski | s.t.     |
| 3    | Igor González     | ONCE-Eroski | s.t.     |

### 4ª tappa
- 10 settembre: Águilas > Roquetas de Mar – 149,5 km

Risultati
| Pos. | Corridore           | Squadra       | Tempo    |
| ---- | ------------------- | ------------- | -------- |
| 1    | Mario Cipollini     | Acqua & Sap.  | 3h33'32" |
| 2    | Alessandro Petacchi | Fassa Bortolo | s.t.     |
| 3    | Gerrit Glomser      | Saeco         | s.t.     |

| Pos. | Corridore         | Squadra     | Tempo     |
| ---- | ----------------- | ----------- | --------- |
| 1    | Joseba Beloki     | ONCE-Eroski | 11h07'11" |
| 2    | Mikel Zarrabeitia | ONCE-Eroski | s.t.      |
| 3    | Igor González     | ONCE-Eroski | s.t.      |

### 5ª tappa
- 11 settembre: El Ejido > Sierra Nevada - 198 km

Risultati
| Pos. | Corridore          | Squadra   | Tempo    |
| ---- | ------------------ | --------- | -------- |
| 1    | Guido Trentin      | Cofidis   | 5h45'59" |
| 2    | Félix García Casas | Big Mat   | a 8"     |
| 3    | Haimar Zubeldia    | Euskaltel | a 10"    |

| Pos. | Corridore         | Squadra     | Tempo     |
| ---- | ----------------- | ----------- | --------- |
| 1    | Mikel Zarrabeitia | ONCE-Eroski | 16h53'20" |
| 2    | Guido Trentin     | Cofidis     | a 16"     |
| 3    | Jörg Jaksche      | ONCE-Eroski | a 35"     |

### 6ª tappa
- 12 settembre: Granada > Sierra de la Pandera - 153,1 km

Risultati
| Pos. | Corridore       | Squadra   | Tempo    |
| ---- | --------------- | --------- | -------- |
| 1    | Roberto Heras   | US Postal | 3h56'47" |
| 2    | Gilberto Simoni | Saeco     | a 18"    |
| 3    | Óscar Sevilla   | Kelme     | s.t.     |

| Pos. | Corridore           | Squadra      | Tempo     |
| ---- | ------------------- | ------------ | --------- |
| 1    | Óscar Sevilla       | Kelme        | 20h51'17" |
| 2    | Aleksandr Vinokurov | Team Telekom | a 14"     |
| 3    | Roberto Heras       | US Postal    | a 39"     |

### 7ª tappa
- 13 settembre: Jaén > Malaga – 196,8 km

Risultati
| Pos. | Corridore       | Squadra      | Tempo    |
| ---- | --------------- | ------------ | -------- |
| 1    | Mario Cipollini | Acqua & Sap. | 4h33'47" |
| 2    | Erik Zabel      | Team Telekom | s.t.     |
| 3    | Sven Teutenberg | Phonak       | s.t.     |

| Pos. | Corridore           | Squadra      | Tempo     |
| ---- | ------------------- | ------------ | --------- |
| 1    | Óscar Sevilla       | Kelme        | 25h25'04" |
| 2    | Aleksandr Vinokurov | Team Telekom | a 14"     |
| 3    | Roberto Heras       | US Postal    | a 39"     |

### 8ª tappa
- 14 settembre: Malaga > Ubrique – 173,6 km

Risultati
| Pos. | Corridore        | Squadra    | Tempo    |
| ---- | ---------------- | ---------- | -------- |
| 1    | Aitor González   | Kelme      | 4h18'36" |
| 2    | David Etxebarria | Euskaltel  | s.t.     |
| 3    | Luis Pérez       | Team Coast | s.t.     |

| Pos. | Corridore           | Squadra      | Tempo     |
| ---- | ------------------- | ------------ | --------- |
| 1    | Óscar Sevilla       | Kelme        | 29h43'40" |
| 2    | Aleksandr Vinokurov | Team Telekom | a 14"     |
| 3    | Aitor González      | Kelme        | a 41"     |

### 9ª tappa
- 15 settembre: Cordova > Cordova - 130,2 km

Risultati
| Pos. | Corridore     | Squadra      | Tempo    |
| ---- | ------------- | ------------ | -------- |
| 1    | Pablo Lastras | iBanesto.com | 2h48'52" |
| 2    | Luis Pérez    | Team Coast   | a 13"    |
| 3    | Fabian Jeker  | Milaneza-MSS | s.t.     |

| Pos. | Corridore           | Squadra      | Tempo     |
| ---- | ------------------- | ------------ | --------- |
| 1    | Óscar Sevilla       | Kelme        | 32h32'43" |
| 2    | Aleksandr Vinokurov | Team Telekom | a 14"     |
| 3    | Aitor González      | Kelme        | a 41"     |

### 10ª tappa
- 16 settembre: Cordova > Cordova – Cronometro individuale – 36,5 km

Risultati
| Pos. | Corridore      | Squadra | Tempo   |
| ---- | -------------- | ------- | ------- |
| 1    | Aitor González | Kelme   | 45'32"  |
| 2    | Óscar Sevilla  | Kelme   | a 40"   |
| 3    | David Millar   | Cofidis | a 1'00" |

| Pos. | Corridore      | Squadra   | Tempo     |
| ---- | -------------- | --------- | --------- |
| 1    | Óscar Sevilla  | Kelme     | 33h19'05" |
| 2    | Aitor González | Kelme     | a 1"      |
| 3    | Roberto Heras  | US Postal | a 1'42"   |

### 11ª tappa
- 18 settembre: Alcobendas > Collado Villalba – 166,1 km

Risultati
| Pos. | Corridore            | Squadra      | Tempo    |
| ---- | -------------------- | ------------ | -------- |
| 1    | Pablo Lastras        | iBanesto.com | 3h55'54" |
| 2    | Haimar Zubeldia      | Euskaltel    | s.t.     |
| 3    | Claus Michael Møller | Milaneza-MSS | a 2"     |

| Pos. | Corridore      | Squadra   | Tempo     |
| ---- | -------------- | --------- | --------- |
| 1    | Óscar Sevilla  | Kelme     | 37h15'08" |
| 2    | Aitor González | Kelme     | a 1"      |
| 3    | Roberto Heras  | US Postal | a 1'42"   |

### 12ª tappa
- 19 settembre: Segovia > Burgos – 210,5 km

Risultati
| Pos. | Corridore           | Squadra       | Tempo    |
| ---- | ------------------- | ------------- | -------- |
| 1    | Alessandro Petacchi | Fassa Bortolo | 4h16'32" |
| 2    | Erik Zabel          | Team Telekom  | s.t.     |
| 3    | Angelo Furlan       | Alessio       | s.t.     |

| Pos. | Corridore      | Squadra   | Tempo     |
| ---- | -------------- | --------- | --------- |
| 1    | Óscar Sevilla  | Kelme     | 41.31'40" |
| 2    | Aitor González | Kelme     | a 1"      |
| 3    | Roberto Heras  | US Postal | a 1'42"   |

### 13ª tappa
- 20 settembre: Burgos > Santander – 189,8 km

Risultati
| Pos. | Corridore         | Squadra       | Tempo    |
| ---- | ----------------- | ------------- | -------- |
| 1    | Giovanni Lombardi | Acqua & Sap.  | 4h11'21" |
| 2    | Davide Bramati    | Mapei         | s.t.     |
| 3    | Paolo Bossoni     | Tacconi Sport | s.t.     |

| Pos. | Corridore      | Squadra   | Tempo     |
| ---- | -------------- | --------- | --------- |
| 1    | Óscar Sevilla  | Kelme     | 45h51'22" |
| 2    | Aitor González | Kelme     | a 1"      |
| 3    | Roberto Heras  | US Postal | a 1'42"   |

### 14ª tappa
- 21 settembre: Santander > Gijón – 190,2 km

Risultati
| Pos. | Corridore       | Squadra | Tempo    |
| ---- | --------------- | ------- | -------- |
| 1    | Sergej Smetanin | Almeria | 4h17'23" |
| 2    | Óscar Laguna    | Relax   | a 1'57"  |
| 3    | Angelo Furlan   | Alessio | a 2'39"  |

| Pos. | Corridore      | Squadra   | Tempo     |
| ---- | -------------- | --------- | --------- |
| 1    | Óscar Sevilla  | Kelme     | 50h11'24" |
| 2    | Aitor González | Kelme     | a 1"      |
| 3    | Roberto Heras  | US Postal | a 1'42"   |

### 15ª tappa
- 22 settembre: Gijón > Angliru – 176,7 km

Risultati
| Pos. | Corridore            | Squadra       | Tempo    |
| ---- | -------------------- | ------------- | -------- |
| 1    | Roberto Heras        | US Postal     | 5h01'02" |
| 2    | Joseba Beloki        | ONCE-Eroski   | a 1'35"  |
| 3    | Francesco Casagrande | Fassa Bortolo | a 1'41"  |

| Pos. | Corridore      | Squadra   | Tempo     |
| ---- | -------------- | --------- | --------- |
| 1    | Roberto Heras  | US Postal | 55h14'08" |
| 2    | Aitor González | Kelme     | a 35"     |
| 3    | Óscar Sevilla  | Kelme     | a 1'08"   |

### 16ª tappa
- 24 settembre: Avilés > León – 154,7 km

Risultati
| Pos. | Corridore              | Squadra    | Tempo    |
| ---- | ---------------------- | ---------- | -------- |
| 1    | Santiago Botero        | Kelme      | 3h32'07" |
| 2    | Luis Pérez             | Team Coast | s.t.     |
| 3    | José Enrique Gutiérrez | Kelme      | a 5"     |

| Pos. | Corridore      | Squadra   | Tempo     |
| ---- | -------------- | --------- | --------- |
| 1    | Roberto Heras  | US Postal | 58h55'13" |
| 2    | Aitor González | Kelme     | a 35"     |
| 3    | Óscar Sevilla  | Kelme     | a 1'08"   |

### 17ª tappa
- 25 settembre: Benavente > Salamanca – 145,6 km

Risultati
| Pos. | Corridore           | Squadra       | Tempo    |
| ---- | ------------------- | ------------- | -------- |
| 1    | Angelo Furlan       | Alessio       | 2h58'00" |
| 2    | Erik Zabel          | Team Telekom  | s.t.     |
| 3    | Alessandro Petacchi | Fassa Bortolo | s.t.     |

| Pos. | Corridore      | Squadra   | Tempo     |
| ---- | -------------- | --------- | --------- |
| 1    | Roberto Heras  | US Postal | 61h53'13" |
| 2    | Aitor González | Kelme     | a 35"     |
| 3    | Óscar Sevilla  | Kelme     | a 1'08"   |

### 18ª tappa
- 26 settembre: Salamanca > Estación de la Covatilla – 193,7 km

Risultati
| Pos. | Corridore           | Squadra      | Tempo    |
| ---- | ------------------- | ------------ | -------- |
| 1    | Santiago Blanco     | iBanesto.com | 5h04'17" |
| 2    | Roberto Heras       | US Postal    | a 39"    |
| 3    | Juan Antonio Flecha | iBanesto.com | a 47"    |

| Pos. | Corridore      | Squadra   | Tempo     |
| ---- | -------------- | --------- | --------- |
| 1    | Roberto Heras  | US Postal | 66h58'09" |
| 2    | Aitor González | Kelme     | a 1'12"   |
| 3    | Óscar Sevilla  | Kelme     | a 1'45"   |

### 19ª tappa
- 27 settembre: Béjar > Avila – 177,8 km

Risultati
| Pos. | Corridore                | Squadra      | Tempo    |
| ---- | ------------------------ | ------------ | -------- |
| 1    | José Vicente García      | iBanesto.com | 4h24'27" |
| 2    | Aitor González           | Kelme        | a 2'02"  |
| 3    | Miguel Martín Perdiguero | Acqua & Sap. | a 2'06"  |

| Pos. | Corridore      | Squadra   | Tempo     |
| ---- | -------------- | --------- | --------- |
| 1    | Roberto Heras  | US Postal | 71h24'42" |
| 2    | Aitor González | Kelme     | a 1'08"   |
| 3    | Óscar Sevilla  | Kelme     | a 1'45"   |

### 20ª tappa
- 28 settembre: Avila > Parque Warner Madrid (San Martín de la Vega) – 141,2 km

Risultati
| Pos. | Corridore           | Squadra       | Tempo    |
| ---- | ------------------- | ------------- | -------- |
| 1    | Angelo Furlan       | Alessio       | 3h00'08" |
| 2    | Alessandro Petacchi | Fassa Bortolo | s.t.     |
| 3    | Erik Zabel          | Team Telekom  | s.t.     |

| Pos. | Corridore      | Squadra   | Tempo     |
| ---- | -------------- | --------- | --------- |
| 1    | Roberto Heras  | US Postal | 74h24'50" |
| 2    | Aitor González | Kelme     | a 1'08"   |
| 3    | Óscar Sevilla  | Kelme     | a 1'45"   |

### 21ª tappa
- 29 settembre: Parque Warner Madrid > Stadio Santiago Bernabéu – Cronometro individuale - 41,2 km

Risultati
| Pos. | Corridore      | Squadra    | Tempo   |
| ---- | -------------- | ---------- | ------- |
| 1    | Aitor González | Kelme      | 47'54"  |
| 2    | Ángel Casero   | Team Coast | a 1'23" |
| 3    | David Plaza    | Team Coast | a 1'45" |

| Pos. | Corridore      | Squadra     | Tempo     |
| ---- | -------------- | ----------- | --------- |
| 1    | Aitor González | Kelme       | 75h13'52" |
| 2    | Roberto Heras  | US Postal   | a 2'14"   |
| 3    | Joseba Beloki  | ONCE-Eroski | a 3'11"   |

## Evoluzione delle classifiche
| Tappa              | Vincitore           | Classifica generale Maglia oro | Classifica a punti Maglia azzurra | Classifica scalatori Maglia verde | Classifica regolarità Maglia bianca | Classifica a squadre |
| ------------------ | ------------------- | ------------------------------ | --------------------------------- | --------------------------------- | ----------------------------------- | -------------------- |
| 1ª                 | ONCE-Eroski         | Joseba Beloki                  | Joseba Beloki                     | non assegnato                     | Joseba Beloki                       | ONCE-Eroski          |
| 2ª                 | Danilo Di Luca      | Joseba Beloki                  | Danilo Di Luca                    | Médéric Clain                     | Vitoriano Fernández                 | ONCE-Eroski          |
| 3ª                 | Mario Cipollini     | Joseba Beloki                  | Erik Zabel                        | Médéric Clain                     | Médéric Clain                       | ONCE-Eroski          |
| 4ª                 | Mario Cipollini     | Joseba Beloki                  | Erik Zabel                        | Médéric Clain                     | Vitoriano Fernández                 | ONCE-Eroski          |
| 5ª                 | Guido Trentin       | Mikel Zarrabeitia              | Erik Zabel                        | Médéric Clain                     | Guido Trentin                       | ONCE-Eroski          |
| 6ª                 | Roberto Heras       | Óscar Sevilla                  | Erik Zabel                        | Médéric Clain                     | Félix García Casas                  | ONCE-Eroski          |
| 7ª                 | Mario Cipollini     | Óscar Sevilla                  | Erik Zabel                        | Médéric Clain                     | Félix García Casas                  | ONCE-Eroski          |
| 8ª                 | Aitor González      | Óscar Sevilla                  | Erik Zabel                        | Gilberto Simoni                   | Óscar Sevilla                       | ONCE-Eroski          |
| 9ª                 | Pablo Lastras       | Óscar Sevilla                  | Erik Zabel                        | Gilberto Simoni                   | Óscar Sevilla                       | ONCE-Eroski          |
| 10ª                | Aitor González      | Óscar Sevilla                  | Erik Zabel                        | Gilberto Simoni                   | Óscar Sevilla                       | ONCE-Eroski          |
| 11ª                | Pablo Lastras       | Óscar Sevilla                  | Erik Zabel                        | Gilberto Simoni                   | Óscar Sevilla                       | Kelme-Costa Blanca   |
| 12ª                | Alessandro Petacchi | Óscar Sevilla                  | Erik Zabel                        | Gilberto Simoni                   | Óscar Sevilla                       | Kelme-Costa Blanca   |
| 13ª                | Giovanni Lombardi   | Óscar Sevilla                  | Erik Zabel                        | Gilberto Simoni                   | Óscar Sevilla                       | Team Coast           |
| 14ª                | Sergej Smetanin     | Óscar Sevilla                  | Erik Zabel                        | Gilberto Simoni                   | Óscar Sevilla                       | Team Coast           |
| 15ª                | Roberto Heras       | Roberto Heras                  | Erik Zabel                        | Gilberto Simoni                   | Roberto Heras                       | Kelme-Costa Blanca   |
| 16ª                | Santiago Botero     | Roberto Heras                  | Erik Zabel                        | Aitor Osa                         | Roberto Heras                       | Kelme-Costa Blanca   |
| 17ª                | Angelo Furlan       | Roberto Heras                  | Erik Zabel                        | Aitor Osa                         | Roberto Heras                       | Kelme-Costa Blanca   |
| 18ª                | Santiago Blanco     | Roberto Heras                  | Erik Zabel                        | Roberto Heras                     | Roberto Heras                       | Kelme-Costa Blanca   |
| 19ª                | José Vicente García | Roberto Heras                  | Erik Zabel                        | Aitor Osa                         | Roberto Heras                       | Kelme-Costa Blanca   |
| 20ª                | Angelo Furlan       | Roberto Heras                  | Erik Zabel                        | Aitor Osa                         | Roberto Heras                       | Kelme-Costa Blanca   |
| 21ª                | Aitor González      | Aitor González                 | Erik Zabel                        | Aitor Osa                         | Roberto Heras                       | Kelme-Costa Blanca   |
| Classifiche finali | Classifiche finali  | Aitor González                 | Erik Zabel                        | Aitor Osa                         | Roberto Heras                       | Kelme-Costa Blanca   |

## Classifiche finali

### Classifica generale - Maglia oro
| Pos. | Corridore            | Squadra       | Tempo     |
| ---- | -------------------- | ------------- | --------- |
| 1    | Aitor González       | Kelme         | 75h13'52" |
| 2    | Roberto Heras        | US Postal     | a 2'14"   |
| 3    | Joseba Beloki        | ONCE-Eroski   | a 3'11"   |
| 4    | Óscar Sevilla        | Kelme         | a 3'26"   |
| 5    | Iban Mayo            | Euskaltel     | a 5'42"   |
| 6    | Ángel Casero         | Cofidis       | a 6'33"   |
| 7    | Francesco Casagrande | Fassa Bortolo | a 6'38"   |
| 8    | Félix García Casas   | Big Mat       | a 6'46"   |
| 9    | Manuel Beltrán       | Cofidis       | a 8'29"   |
| 10   | Gilberto Simoni      | Saeco         | a 9'22"   |

### Classifica scalatori - Maglia verde
| Pos. | Corridore           | Squadra      | Punti |
| ---- | ------------------- | ------------ | ----- |
| 1    | Aitor Osa           | iBanesto.com | 107   |
| 2    | Roberto Heras       | US Postal    | 99    |
| 3    | Juan Antonio Flecha | iBanesto.com | 90    |
| 4    | Gilberto Simoni     | Saeco        | 81    |
| 5    | Santiago Blanco     | iBanesto.com | 79    |

### Classifica a punti - Maglia azzurra
| Pos. | Corridore           | Squadra       | Punti |
| ---- | ------------------- | ------------- | ----- |
| 1    | Erik Zabel          | Team Telekom  | 188   |
| 2    | Alessandro Petacchi | Fassa Bortolo | 163   |
| 3    | Aitor González      | Kelme         | 151   |
| 4    | Angelo Furlan       | Alessio       | 102   |
| 5    | Roberto Heras       | US Postal     | 99    |

### Classifica regolarità - Maglia bianca
| Pos. | Corridore      | Squadra     | Punti |
| ---- | -------------- | ----------- | ----- |
| 1    | Roberto Heras  | US Postal   | 9     |
| 2    | Aitor González | Kelme       | 19    |
| 3    | Óscar Sevilla  | Kelme       | 20    |
| 4    | Joseba Beloki  | ONCE-Eroski | 23    |
| 5    | Iban Mayo      | Euskaltel   | 29    |

### Classifica a squadre
| Pos. | Squadra            | Tempo      |
| ---- | ------------------ | ---------- |
| 1    | Kelme-Costa Blanca | 225h37'59" |
| 2    | Team Coast         | a 2'05"    |
| 3    | Milaneza-MSS       | a 34'48"   |
| 4    | ONCE-Eroski        | a 35'20"   |
| 5    | Euskaltel-Euskadi  | a 59'46"   |